# 艾伦伯格–麦克莱恩空间
数学中，特别是代数拓扑中，艾伦伯格–麦克莱恩空间是具有单一非平凡同伦群的拓扑空间。
令G为群，n为正整数。连通拓扑空间X的第n同伦群{\displaystyle \pi _{n}(X)}若同构于G、其他同伦群都平凡，则称X是{\displaystyle K(G,n)}型艾伦伯格–麦克莱恩空间。设G在{\displaystyle n>1}时是阿贝尔群，则{\displaystyle K(G,n)}型艾伦伯格–麦克莱恩空间总存在，且都是弱同伦等价的。因此，可以认为{\displaystyle K(G,n)}指空间的弱同伦等价类。通常将任何表示称作“一个{\displaystyle K(G,n)}”或“{\displaystyle K(G,n)}的模型”，此外通常假定这空间是CW复形（通过CW近似总是可能的）。
艾伦伯格–麦克莱恩空间得名于塞缪尔·艾伦伯格与桑德斯·麦克莱恩，他们在1940年代末引入了此类空间。
因此，艾伦伯格–麦克莱恩空间是一类特殊的拓扑空间，在同伦论中可视作通过波斯尼科夫塔中的纤维化构建CW复形的物件。这些空间在代数拓扑的很多方面都十分重要，如球面同伦群的计算、上同调运算的定义及与奇异上同调的紧密联系。
广义艾伦伯格–麦克莱恩空间是具有艾伦伯格–麦克莱恩空间
{\displaystyle \prod _{m}K(G_{m},m)}的拓扑积的同伦类的空间。

## 例子
- 单位圆{\displaystyle S^{1}}是{\displaystyle K(\mathbb {Z} ,1)}。
- 无穷维复射影空间{\displaystyle \mathbb {CP} ^{\infty }}是{\displaystyle K(\mathbb {Z} ,2)}的模型。
- 无穷维实射影空间{\displaystyle \mathbb {RP} ^{\infty }}是{\displaystyle K(\mathbb {Z} /2,1)}。
- k个单位圆的楔和{\displaystyle \textstyle \bigvee _{i=1}^{k}S^{1}}是{\displaystyle K(F_{k},1)}，其中{\displaystyle F_{k}}是k个生成子上的自由群。
- 3维球{\displaystyle S^{3}}中任何连通结或图的补是{\displaystyle K(G,1)}型，这种现象被称作“结的非球面性”，是赫里斯托斯·帕帕基里亚科普洛斯于1957年提出的定理。[1]
- 紧连通曲率非正流形M是{\displaystyle K(\Gamma ,1)}，其中{\displaystyle \Gamma =\pi _{1}(M)}是M的基本群。这是嘉当–阿达马定理的结果。
- 无限透镜空间{\displaystyle L(\infty ,q)}由{\displaystyle S^{\infty }}对自由作用{\displaystyle (z\mapsto e^{2\pi im/q}z)}（{\displaystyle m\in \mathbb {Z} /q}）的商给出，是{\displaystyle K(\mathbb {Z} /q,1)}。这可以用覆叠空间理论和无穷维球体可收缩来证明。[2]注意这包括作为{\displaystyle K(\mathbb {Z} /2,1)}的{\displaystyle \mathbb {RP} ^{\infty }}。
- 平面上n个点的构型空间是{\displaystyle K(P_{n},1)}，其中{\displaystyle P_{n}}是n股上的纯辫群。
- 相应地，{\displaystyle \mathbb {R} ^{2}}的第n无序构型空间是{\displaystyle K(B_{n},1)}，其中{\displaystyle B_{n}}表示n股辫群。[3]
- n球的无穷对称积{\displaystyle SP(S^{n})}是{\displaystyle K(\mathbb {Z} ,n)}。更一般地，{\displaystyle SP(M(G,n))}对所有摩尔空间{\displaystyle M(G,n)}是{\displaystyle K(G,n)}。

利用积{\displaystyle K(G,n)\times K(H,n)}是{\displaystyle K(G\times H,n)}的事实，可构造出更多基本例子，例如n维环面{\displaystyle \mathbb {T} ^{n}}是{\displaystyle K(\mathbb {Z} ^{n},1)}。

## 关于构造艾伦伯格–麦克莱恩空间的备注
对{\displaystyle n=1}、任意群G，{\displaystyle K(G,1)}的构造与G的分类空间的构造相同。注意若G含扭元（torsion element），则K(G,1)型CW复形都是无穷维的。
构造高阶艾伦伯格-麦克莱恩空间有很多技术，如为阿贝尔群A构造摩尔空间{\displaystyle M(A,n)}：取n个球的楔，每个球代表一个A的生成子，并通过上述楔和的{\displaystyle \pi _{n}(\bigvee S^{n})}中相应映射附加(n+1)个胞腔（cell），实现生成子之间的关系。注意低阶同伦群{\displaystyle \pi _{i<n}(M(A,n))}由构造是平凡的。现在通过附加大于{\displaystyle n+1}维的胞腔，迭代杀死所有高阶同伦群{\displaystyle \pi _{i>n}(M(A,n))}，并定义{\displaystyle K(A,n)}为包含此迭代的直极限。
另一个有用技巧是运用单纯阿贝尔群的几何实现。这给出了代表艾伦伯格-麦克莱恩空间的单纯阿贝尔群的明确表述。
乔·彼得·梅的书从分类空间与通用丛角度给出了另一种简单构造。
由于闭路空间将同伦群降低了一圈（slot），我们有规范同伦等价{\displaystyle K(G,n)\simeq \Omega K(G,n+1)}，因此有纤维化序列
{\displaystyle K(G,n)\to *\to K(G,n+1)}.
注意这不是上纤维化序列：空间{\displaystyle K(G,n+1)}不是{\displaystyle K(G,n)\to *}的同伦上纤维。
这个纤维化序列可用于从{\displaystyle K(G,n)}用勒雷谱序列研究{\displaystyle K(G,n+1)}的上同调，让-皮埃尔·塞尔在利用波斯尼科夫塔和谱序列研究球面同伦群时利用了这一点。

## 性质

### 映射与上同调的同伦类间的双射
{\displaystyle K(G,n)}的一个重要性质是，对任何阿贝尔群G、任何基CW复形X，X到{\displaystyle K(G,n)}的基映射的基同伦类集{\displaystyle [X,K(G,n)]}，同空间X的第n奇异上同调群{\displaystyle H^{n}(X,G)}是自然双射。因此可以说{\displaystyle K(G,n)'s}是系数在G中的奇异上同调的表示空间。由于
{\displaystyle {\begin{array}{rcl}H^{n}(K(G,n),G)&=&\operatorname {Hom} (H_{n}(K(G,n);\mathbb {Z} ),G)\\&=&\operatorname {Hom} (\pi _{n}(K(G,n)),G)\\&=&\operatorname {Hom} (G,G),\end{array}}}
有一个区别元素{\displaystyle u\in H^{n}(K(G,n),G)}，对应幺元。上述双射由元素的拉回{\displaystyle f\mapsto f^{*}u}给出，这与范畴论中的米田引理很相似。
此定理的构造性证明可见参考文献，另一个利用Omega谱与广义既约上同调关系的证明可见参考文献，主要思想也将在后面略述。

### 闭路空间/Omega谱
艾伦伯格–麦克莱恩空间的闭路空间还是艾伦伯格–麦克莱恩空间：{\displaystyle \Omega K(G,n)\cong K(G,n-1)}。此外，在闭路空间与既约纬悬之间还有伴随关系：{\displaystyle [\Sigma X,Y]=[X,\Omega Y]}，使{\displaystyle [X,K(G,n)]\cong [X,\Omega ^{2}K(G,n+2)]}有阿贝尔群的结构，其中的运算是闭路的链接。这使得上面提到的双射{\displaystyle [X,K(G,n)]\to H^{n}(X,G)}是群同构。
这个性质还意味着不同n的艾伦伯格–麦克莱恩空间构成Omega谱，称作艾伦伯格–麦克莱恩空间谱。这个谱通过{\displaystyle X\mapsto h^{n}(X):=[X,K(G,n)]}定义了基于CW复形的既约上同调论，对任何CW复形上的既约上同调论{\displaystyle h^{*}}（{\displaystyle h^{n}(S^{0})=0}，{\displaystyle n\neq 0}），有自然同构{\displaystyle h^{n}(X)\cong {\tilde {H}}^{n}(X,h^{0}(S^{0})}，其中{\displaystyle {\tilde {H^{*}}}}表示既约奇异上同调。因此，这两个上同调论重合。
在更广义的语境中，布朗可表性定理指出，基CW复形上的既约上同调论来自Omega谱。

### 与同调的关系
对给定阿贝尔群G，有稳定同伦群
{\displaystyle \pi _{q+n}^{s}(X\wedge K(G,n))\cong \pi _{q+n+1}^{s}(X\wedge \Sigma K(G,n))\to \pi _{q+n+1}^{s}(X\wedge K(G,n+1))}
上由映射{\displaystyle \Sigma K(G,n)\to K(G,n+1)}导出的映射。取它们的直极限，可验证这在CW复形上定义了既约同调论
{\displaystyle h_{q}(X)=\varinjlim _{n}\pi _{q+n}^{s}(X\wedge K(G,n))}
由于{\displaystyle h_{q}(S^{0})=\varinjlim \pi _{q+n}^{s}(K(G,n))}（{\displaystyle q\neq 0}）为零，{\displaystyle h_{*}}与CW复形上系数在G中的既约奇异同调{\displaystyle {\tilde {H}}_{*}(\cdot ,G)}一致。

### 函子性
从上同调的万有系数定理可以看出，艾伦伯格–麦克莱恩空间是群的准函子，即对每个正整数n，若{\displaystyle a\colon G\to G'}是阿贝尔群的任何同态，则有非空集
{\displaystyle K(a,n)=\{[f]:f\colon K(G,n)\to K(G',n),H_{n}(f)=a\},}
满足{\displaystyle K(a\circ b,n)\supset K(a,n)\circ K(b,n){\text{ and }}1\in K(1,n),}
其中{\displaystyle [f]}表示连续映射f、{\displaystyle S\circ T:=\{s\circ t:s\in S,t\in T\}}的同伦类。

### 与波斯尼科夫/怀特海塔的关系
连通CW复形X都有波斯尼科夫塔，即空间的逆系：
{\displaystyle \cdots \to X_{3}\xrightarrow {p_{3}} X_{2}\xrightarrow {p_{2}} X_{1}\simeq K(\pi _{1}(X),1)}
使对每个n都有：
1. 有交换映射{\displaystyle X\to X_{n}}，导出{\displaystyle \pi _{i}}（{\displaystyle i\leq n}）上的同态；
2. {\displaystyle \pi _{i}(X_{n})=0}（{\displaystyle i>n}）；
3. 映射{\displaystyle X_{n}\xrightarrow {p_{n}} X_{n-1}}是具有纤维{\displaystyle K(\pi _{n}(X),n)}的纤维化。

对偶地，还有怀特海塔，是CW复形的序列：
{\displaystyle \cdots \to X_{3}\to X_{2}\to X_{1}\to X}
使对每个n都有：
1. 映射{\displaystyle X_{n}\to X}导出{\displaystyle \pi _{i}}（{\displaystyle i>n}）上的同态；
2. {\displaystyle X_{n}}是n连通的；
3. 映射{\displaystyle X_{n}\to X_{n-1}}是具有纤维{\displaystyle K(\pi _{n}(X),n-1)}的纤维化。

在塞尔谱序列的帮助下，可计算出球面的高阶同伦群。例如，{\displaystyle \pi _{4}(S^{3})}、{\displaystyle \pi _{5}(S^{3})}用{\displaystyle S^{3}}的怀特海塔，可见参考文献；更一般地说，使用波斯尼科夫系统的{\displaystyle \pi _{n+i}(S^{n})\ i\leq 3}可见参考文献。 

### 上同调运算
对不变的自然数m,n、阿贝尔群G,H ，存在所有上同调运算集{\displaystyle \Theta :H^{m}(\cdot ,G)\to H^{n}(\cdot ,H)}与{\displaystyle H^{n}(K(G,m),H)}之间的双射，定义为{\displaystyle \Theta \mapsto \Theta (\alpha )}（{\displaystyle \alpha \in H^{m}(K(G,m),G)}是基本类）。
因此，上同调运算不能降低同调群的度，保度上同调运算对应系数同态{\displaystyle \operatorname {Hom} (G,H)}。这源于上同调的万有系数定理与{\displaystyle K(G,m)}的(n-1)连通性。
{\displaystyle G=H}是有限循环群时，上同调运算的一些有趣例子是斯廷罗德平方与幂。研究这些时，系数在{\displaystyle \mathbb {Z} /p}中的{\displaystyle K(\mathbb {Z} /p,n)}的上同调变得非常重要，有关这些组别的详细列表，请参此处。

### 群（上）同调
可以定义群G的系数在群A中的（上）同调为艾伦伯格–麦克莱恩空间{\displaystyle K(G,1)}的奇异（上）同调，系数在A中。

### 进一步应用
上述闭路空间构造在弦论中用于得到弦群等等，如由短正合列
{\displaystyle 0\rightarrow K(\mathbb {Z} ,2)\rightarrow \operatorname {String} (n)\rightarrow \operatorname {Spin} (n)\rightarrow 0}
产生的怀特海塔，其中{\displaystyle {\text{String}}(n)}是弦群，{\displaystyle {\text{Spin}}(n)}是旋量群。{\displaystyle K(\mathbb {Z} ,2)}的相关性在于存在分类空间{\displaystyle B\mathbb {Z} }（且{\displaystyle K(\mathbb {Z} ,2)\simeq BU(1)}）的同伦等价关系
{\displaystyle K(\mathbb {Z} ,1)\simeq U(1)\simeq B\mathbb {Z} }
注意，由于复旋量群是群扩张
{\displaystyle 0\to K(\mathbb {Z} ,1)\to {\text{Spin}}^{\mathbb {C} }(n)\to {\text{Spin}}(n)\to 0},
弦群在高阶群理论中可看做“高阶”复旋量群的扩张，因为空间{\displaystyle K(\mathbb {Z} ,2)}就是高阶群的一个例子。它可看做是对象为单点、态射为群{\displaystyle U(1)}的广群{\displaystyle \mathbf {B} U(1)}的拓扑实现。由于这些同伦性质，这个构造可以推广：任何给定空间{\displaystyle K(\mathbb {Z} ,n)}都可以用来启动一个短正合列，可在拓扑群中去除同伦群{\displaystyle \pi _{n+1}}。

### 基础文章
- Eilenberg, Samuel; MacLane, Saunders, , Annals of Mathematics, (Second Series), 1945, 46 (3): 480–509, JSTOR 1969165, MR 0013312, doi:10.2307/1969165
- Eilenberg, Samuel; MacLane, Saunders. . Annals of Mathematics. (Second Series). 1950, 51 (3): 514–533. JSTOR 1969365. MR 0035435. doi:10.2307/1969365.
- Eilenberg, Samuel; MacLane, Saunders. . Annals of Mathematics. 1954, 60 (3): 513–557. JSTOR 1969849. MR 0065163. doi:10.2307/1969849.

### 嘉当研讨会与应用
嘉当研讨会（Cartan seminar）包含很多余艾伦伯格-麦克莱恩空间的基本结果，包括其同调与上同调、计算球面同伦群的应用等。
- http://www.numdam.org/volume/SHC_1954-1955__7/ （页面存档备份，存于）

### 计算整上同调环
- Derived functors of the divided power functors
- Integral Cohomology of Finite Postnikov Towers （页面存档备份，存于）
- (Co)homology of the Eilenberg-MacLane spaces K(G,n) （页面存档备份，存于）

### 其他百科参考文献
- Encyclopedia of Mathematics （页面存档备份，存于）
- nLab的Eilenberg-Mac Lane space條目